# だいじょーぶママ
『だいじょーぶママ』は1997年8月4日から9月26日にかけて、中部日本放送（CBC）の制作でTBS系列の「ドラマ30」枠で放送された昼のテレビドラマ。放送時間は月曜から金曜の13:30-14:00（JST）。全8週、40回。
遺産相続やお墓事情をテーマにしたホームコメディ。

## キャスト
- サチコ：宮崎淑子

ナナの母。ごく普通の主婦だが、遺産相続やお墓問題に頭を悩ませる事になる。
- ナナ：加藤愛

サチコの娘。中学生。
- ユカリ：小島亜美

　ナナの友人。
- 満代：絵沢萌子
- 光一：石井洋祐
- 館野：松木秀樹
- 五十嵐：南原宏治
- とき子：春川ますみ

： サチコの姑。ナナの祖母。サチコとお墓問題の話になった際に「私の骨はお墓ではなく、海に散骨して欲しい」と話す。
- 宮本裕子

## 主題歌
- 『鏡の迷路』  作詞・作曲・歌：又紀仁美（日本コロムビア）